# Egon Lerch
Egon Alfred Rudolf Lerch (19. června 1886 Terst – 8. srpna 1915 Benátky) byl rakousko-uherským námořním důstojníkem a ponorkovým velitelem.

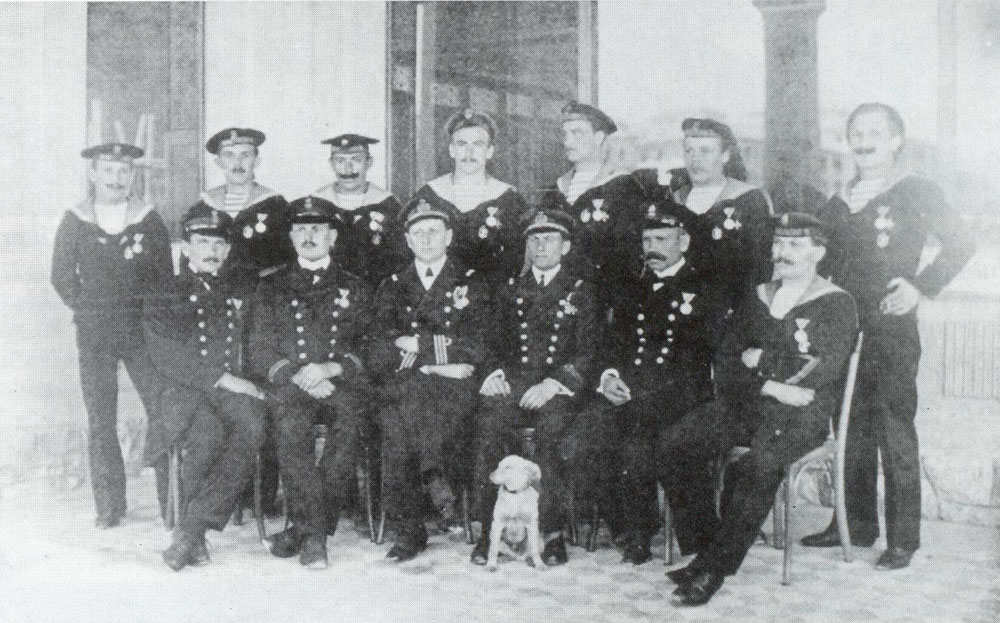
Velitelé na palubě ponorky SM U-12 po vyznamenávání v roce 1913, poručík Egon Lerch sedící třetí zleva

## Život
Narodil se 19. června 1886 v Terstu. Jeho otec Richard Lerch byl kontradmirálem rakousko-uherského válečného námořnictva. Syn se vydal v otcových stopách a v září roku 1900 nastoupil na námořní akademii v Rijece. Po absolvování nastoupil službu v hodnosti Seekadett (námořní kadet). V roce 1907 absolvoval důstojnické zkoušky a byl umístěn na pancéřový křižník SMS Sankt Georg, se kterým absolvoval svou první zahraniční plavbu. Cílem byly USA, kde se Sankt Georg účastnil 300. výročí založení Jamestownu. V srpnu 1912 se stal členem štábu pancéřového křižníku SMS Kaiserin und Königin Maria Theresia. V době turecko-řecké války křižník operoval v Levantě, kde například pomáhal při transportu cizinců z Alexandrie do Soluně a byl za to vyznamenán tureckým Řádem Medžidie. 6. prosince téhož roku byl pak jmenován velitelem torpédovky Tb.16. K 1. lednu 1913 byl povýšen do hodnosti Linienschiffsleutnant (poručík řadové lodě). Na palubě ponorky SM U-12 přispěl k vítězství Rakušanů torpédováním francouzského křižníku Jean Bart, celé velení ponorky za to bylo vyznamenáno Rakouským Leopoldovým řádem řádem a na palubě ponorky vyfotografováno.
Od května 1914 se zacvičoval jako velitel ponorky. Po výcviku mu bylo svěřeno velení nad U-12, se kterou 21. prosince téhož roku těžce poškodil nový francouzský dreadnought Jean Bart. 7. srpna 1915 se vydal se svou ponorkou k benátské rejdě. 8. srpna pravděpodobně ponorka narazila na minu v minové přehradě chránící Benátky a následnou explozi nikdo nepřežil. Se všemi poctami byl pohřben na vojenském hřbitově na ostrově San Michele u Benátek a vyznamenán rakouským, německým a italským řádem.
V letech 1913–1914 byl znám také milostným poměrem s rakouskou arcivévodkyní Alžbětou Marií. Seznámili se v istrijském přístavu Pula a jejich vztah trval až do Lerchovy smrti.